# Bust de jove amb camafeu
El Bust de jove amb camafeu, és una obra escultòrica de Donatello amb una datació incerta, Realitzada en bronze, mesura 42 x 42 cm i està conservada al Museu Nazionale del Bargello de Florència.

## Història
El bust de bronze prové de la col·lecció dels Mèdici i se cita a l'inventari de l'any 1560. Va ser exposat el 1769 a la Galleria degli Uffizi, fins al seu trasllat el 1865 al Bargello.

## Descripció
En aquest treball, el retrat de bust no s'ha utilitzat com un reliquiari, sinó com un bust profà, sense ser un retrat real, més aviat d'un tipus ideal. Sobre el pit té un camafeu, copiat d'un antic que va pertànyer a la col·lecció medicea, es representa el Carro d'Eros, un tema mitològic present al diàleg de Fedro de Plató.

## Atribució
L'atribució, encara objecte de debat entre els estudiosos, es va posar en dubte que fos obra de Donatello per primera vegada el 1887 per Milanesi. Bode, el 1892, va especular que era el retrat de Giovanni Antonio di Narni, fill de Gattamelata, però la seva idea no es basava en proves objectives, sinó solament als suggeriments de vegades presos d'altres historiadors.
Entre els proponents com a obra de Donatello, tenim Janson, Grassi, Castelfranco i Schuyler, i d'altres dubten, i no és segur que la seva datació, per regla general s'indica als anys 1440, abans de la sortida a Pàdua (1443), quan l'artista va realitzar probablement d'altres grans obres de bronze, com David i l'Atis-Amor.